# Гунченко Вєста Андріївна
Вєста Гунченко (нар. 7 лютого 1987) — українська стендап-комікеса, драматургиня, керівниця літературно-драматургічної частини Київського академічного театру ляльок, креативна директорка.

## Життєпис
У 2007 році здобула ступінь бакалавра зі спеціальностей філософія та політологія у Національному університеті «Києво-Могилянська академія». Ступінь магістра філософії отримала в Київському національному університеті ім. Т. Г. Шевченка у 2009 році.
З 2008 року працювала креативною копірайтеркою. За цей час долучилася до створення ідей та контенту для таких всесвітньо відомих брендів, як Amnesty International, Nescafe, lifecell, McDonald's, Jameson, Nissan, Nestle, Моршинська, Carlsberg, Prestigio, Tefal, Moulinex.
У 2009 році рекламна кампанія для бренду Nescafe Classic отримала бронзу премії Effie Awards в категорії «безалкогольні напої». Вєста Гунченко взяла участь в її створенні як креативна копірайтерка. Того ж року Гунченко стала співзасновницею проєкту Pro Assistance з надання послуг персонального асистента для власників та менеджерв бізнесу.
У 2012 році отримала грант в програмі культурної співпраці TANDEM, працювала над організацією, підготовкою та просуванням проєкту культурного обміну між українським Києвом та німецьким Дрезденом «bass_transition_ 12».
У 2014 році долучилась до організації Truth Hounds польовою документаторкою воєнних злочинів та злочинів проти людяності.
У 2018 році брала участь у роботі над правозахисним проєктом Starlight Stadium. В рамках проєкту була створена гра, покликана навчити правозахисників правилам безпеки та методології моніторингу прав людини.
З 2019 по 2020 рік очолювала відділ планування і створення креативної реклами lifecell — одного з лідерів телекомунікаційного ринку України. Рекламні ролики для lifecell, зняті за ідеями та / або під керівництвом Вєсти Гунченко.
У 2022 році обійняла посаду креативної директорки в компанії зі стратегічних комунікацій «Truman».
З 2023 року — креативна директорка консалтингової компанії «Chaos Strategies».
Також з 2020 року почала кар'єру драматургині. За цей час Вєста Гунченко створила три п'єси: «Борщі», «Хедлайнер» та інсценізацію твору Котляревського «Енеїда».
П'єса «Весілля обов'язкове» була поставлена на сцені Луганського академічного драматичного театру та зіграна онлайн під час пандемії COVID-19 у Дикому театрі (під назвою «Борщі»).
В травні 2022 року у Київському Академічному Театрі Ляльок, «на підборі», поставлена вистава для дорослих за п'єсою Вєсти Гунченко «Хедлайнер або Цирк на дроті». Виставу демонстрували на виїзних локаціях з метою збору коштів для Збройних сил України.
Також Вєста Гунченко є авторкою інсценізації постановки «Енеїда» за поемою Івана Котляревського. Вистава йде на сцені Київського академічного театру ляльок з початку 2023 року. У постановці залучені 25 акторів, понад 40 масок і ляльок та унікальний музичний супровід.
У грудні 2021 року приєдналась до команди Київського академічного театру ляльок. У січні 2023 року за результатами конкурсу обійняла посаду керівниці літературно-драматургічної частини.
У 2023 році відбувся сольний стендап-тур Вести Гунченко у Києві, Одесі, Миколаєві, Львові та Дніпрі. Того ж року у Тернополі до Міжнародного дня жестових мов був організований стендап-виступ із перекладом жестовою мовою українських коміків, серед яких була й Вєста Гунченко.
У серпні 2024 року в Києві на стендап-комікесу скоїли напад два чоловіки.